# Dyjament

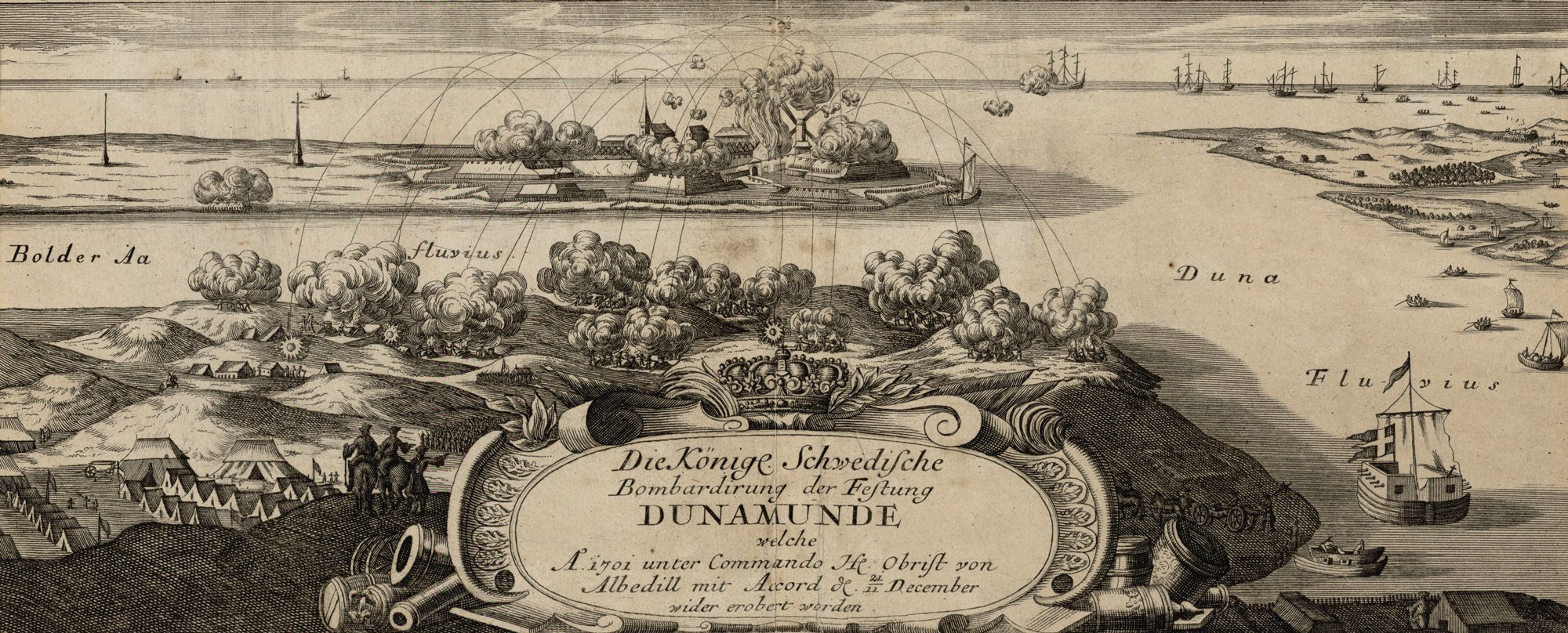
Twierdza Dyjament ostrzeliwana przez Szwedów, rycina z XVII wieku

Dyjament (zwany także Dynamunt albo Dynemunt) (łot. Daugavgrīva, niem. Dünamünde) – silna twierdza leżąca u ujścia Dźwiny, osłaniająca Rygę od strony Bałtyku. Od 1959 roku dzielnica Rygi, dzisiejszej stolicy Łotwy.
Osada założona została w 1205 roku przez cystersów pochodzących z klasztoru Pforta około 20 km od rezydencji biskupa Rygi Alberta. Jednym z pierwszych rządców nowo założonego klasztoru został brat biskupa Alberta Dietrich, a po roku 1210, ale przed 1220, opatem był hrabia Lippe Bernhard II. Podczas powstania plemion łotewskich w 1228 roku klasztor został zniszczony wraz z grobowcami. Po zakończeniu walk mnisi odbudowali klasztor. W 1305 roku opat klasztoru sprzedał klasztor krzyżakom z inflanckiej gałęzi zakonu, ci zaś na miejscu klasztoru rozpoczęli budowę fortecy Dünamünde.
W 1329 roku należący do inflanckiej gałęzi zakonu krzyżackiego zamek przejęli mieszczanie Rygi. W roku 1435 zostali jednak zmuszeni do zwrócenia zamku Dyjament krzyżakom. W roku 1481 krzyżacy, chcąc zniszczyć handel ryski, zamknęli dla żeglugi ujście Dźwiny za pomocą przeciągniętego między brzegami żelaznego łańcucha. W odpowiedzi mieszczanie zdobyli i zniszczyli zamek Dyjament. Rycerze zakonni przystąpili do odbudowy zamku 8 lat później. Ponieważ Ryga była pod kontrolą arcybiskupa ryskiego, rzeczywista stolica inflanckiej gałęzi zakonu krzyżackiego mieściła się w Dyjamencie.
W 1561 roku podczas wojny litewsko-rosyjskiej Dyjament wraz z całymi Inflantami wszedł w skład Rzeczypospolitej. W 1582 roku jego fortyfikacje zostały rozbudowane przez Stefana Batorego, a pracami kierował włoski inżynier Simone Genga z Urbino. Podczas wojny polsko-szwedzkiej 1600-1611 twierdza w lipcu 1608 roku poddała się po oblężeniu szwedzkim wojskom hrabiego Fryderyka Joachima Mansfelda. W 1609 roku twierdza, broniona przez 250 szwedzkich żołnierzy, odzyskana została przez hetmana wielkiego litewskiego Jana Karola Chodkiewicza. Próba zdobycia twierdzy przez Szwedów w 1617 roku zakończyła się niepowodzeniem. Jednak w roku 1622 Gustaw Adolf zdobył Dyjament, a następnie rozkazał jego przebudowę. Nową twierdzę w stylu holenderskim zaprojektował w 1641 roku generał Rothenburg. Od 1680 roku Szwedzi nazywali twierdzę Neumünde.
Podczas wielkiej wojny północnej twierdza 14 marca 1700 roku zdobyta została przez wojska saskie, została na krótko nazwana na cześć Augusta II Mocnego Augustusburg.  Została następnie całkowicie przebudowana. W 1742 roku w Dyjamencie uwięziono regentkę Annę, jej męża Antona Ulricha von Braunschweiga oraz jej syna, przyszłego cara Iwana VI.  W roku 1775 miejscowy kościół luterański przebudowano na cerkiew prawosławną.
Rząd Rosji w 1893 roku zmienił nazwę Dyjamentu (w którym mieszkali tylko rosyjscy żołnierze) na Усть-Двинск. Fortyfikacje twierdzy zostały całkowicie przebudowane przed wybuchem pierwszej wojny światowej. Podczas wojny Dyjament bombardowany był przez siły powietrzne Niemiec. Wkrótce Niemcy opanowali twierdzę, a w 1917 roku jej inspekcji osobiście dokonał cesarz niemiecki Wilhelm II.
Rząd łotewski kilkanaście lat później zburzył fortyfikacje Dyjamentu. W czasach zimnej wojny znajdowała się tutaj radziecka baza wojskowa. Dzisiaj Dyjament jest dzielnicą stolicy Łotwy Rygi.